# Prințul Carl, Duce de Östergötland
Carl Gustaf Oscar Fredrik Christian, Prinț Bernadotte (10 ianuarie 1911 – 27 iunie 2003), a fost cel mai mic copil al Prințului Carl, Duce de Västergötland și a Prințesei Ingeborg a Danemarcei. Pentru a-l distinge de tatăl său în familie i s-a spus Mulle.